# Boris Sagal
Pour les articles homonymes, voir Sagal.
Boris Sagal (né Bernard Louis Sagal) est un réalisateur et producteur américain né le 18 octobre 1923 à Ekaterinoslav (Ukraine), mort accidentellement le 22 mai 1981 à Portland (Oregon).

## Biographie

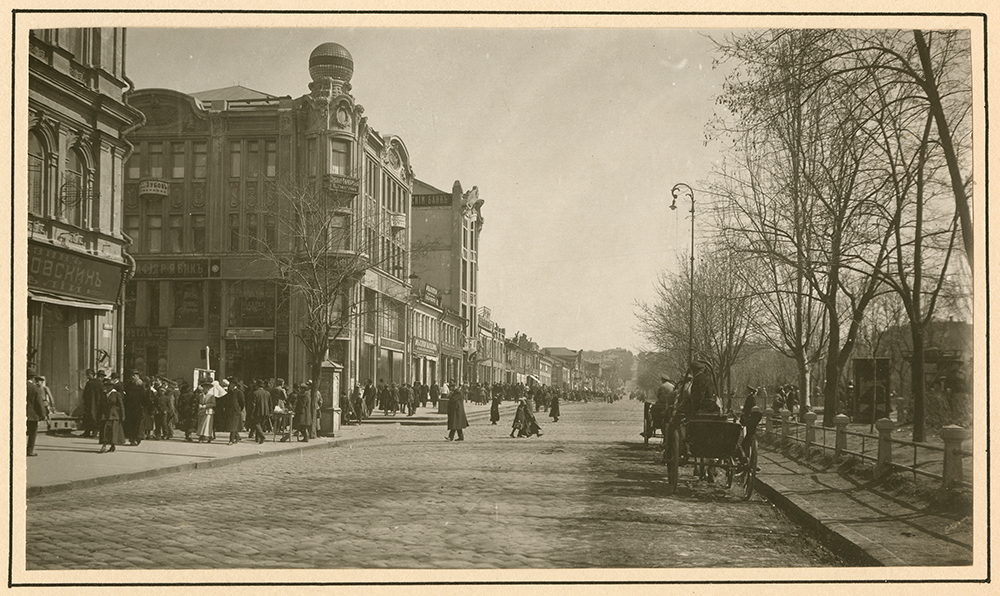
Scène de rue à Yekaterinoslav, 1918

Né à Yekaterinoslav en URSS (aujourd'hui Dnipro en Ukraine), dans une famille juive, Sagal émigre aux États-Unis alors qu'il est enfant.
Il fréquente la Yale School of Drama puis travaille au début des années 1950 en tant qu'acteur puis devient producteur à la télévision,.
Réalisateur prolifique pour la télévision américaine où il officia notamment sur des épisodes de la série The Twilight Zone (la Quatrième Dimension), T.H.E. Cat, Alfred Hitchcock Presents, Night Gallery, Columbo, Peter Gunn et sur la mini-série historique Masada, il est surtout connu au cinéma pour avoir réalisé Le Survivant en 1971 avec Charlton Heston ou Le Riche et le pauvre en 1976.

### Vie privée
Marié une première fois en juin 1952 avec la chanteuse Sara Zwilling (nom de scène Sara Macon), il a avec elle cinq enfants : Katey, Jean (en) (en), Liz (en) (en), Joey (en) (en) et David Sagal. Devenu veuf en 1975, il se remarie en janvier 1977 avec la danseuse et actrice Marge Champion,.
Il est le jeune frère de l'acteur soviétique Daniil Sagal,.

### Décès
Lors du tournage de La Troisième Guerre mondiale (World War III), il fut blessé par le rotor de queue d'un hélicoptère en passant derrière сelui-ci, et mourut quelques heures plus tard à l'hôpital de Portland, âgé de 57 ans.

## Filmographie

### Comme réalisateur

#### Cinéma
- 1961 : Marchands de crime (en) (The Crimebusters)
- 1963 : L'Offrande (en) (Dime with a Halo)
- 1963 : Le Motel du crime (Twilight of Honor)
- 1964 : Le Californien (Guns of Diablo)
- 1965 : La Stripteaseuse effarouchée (Girl Happy)
- 1966 : Made in Paris
- 1968 : Espions en hélicoptère (The Helicopter Spies)
- 1969 : Escadrilles suicide (The Thousand Plane Raid)
- 1969 : Opération V2 (Mosquito Squadron)
- 1970 : La mort vient du passé (en) (Hauser's Memory)
- 1971 : Le Survivant (The Omega Man)
- 1978 : Angela

#### Télévision
- 1953 : General Electric Theater (série télévisée)
- 1955 : Christmas Eve with Charles Laughton
- 1958 : Naked City (série télévisée)
- 1958 : 77 Sunset Strip (série télévisée)
- 1959 : Bonne chance M. Lucky (Mr. Lucky) (série télévisée)
- 1960 : The Emperor's Clothes
- 1960 : Hong Kong (série télévisée)
- 1961 : Les Accusés (The Defenders) (série télévisée)
- 1961 : Le Jeune Docteur Kildare (Dr. Kildare) (série télévisée)
- 1963 : The World's Greatest Showman: The Legend of Cecil B. DeMille
- 1964 : Le Californien (Guns of Diablo)
- 1965 : A Man Called Shenandoah (série télévisée)
- 1967 : Dundee and the Culhane (série télévisée)
- 1967 : Cimarron (Cimarron Strip) (série télévisée)
- 1968 : Espions en hélicoptère (The Helicopter Spies)
- 1968 : Les Règles du jeu (The Name of the Game) (série télévisée)
- 1969 : U.M.C.
- 1969 : Destiny of a Spy (en)
- 1969 : L'Envers du tableau (en) (Night Gallery)
- 1969 : D.A.: Murder One
- 1970 : The Movie Murderer
- 1970 : L'Obsession infernale (Hauser's Memory)
- 1971 : Hitched (en)''
- 1971 : The D.A. (série télévisée)
- 1971 : The Harness
- 1971 : The Failing of Raymond (en)
- 1972 : The Scarecrow
- 1972 : Madigan (série télévisée)
- 1972 : Columbo : Dites-le avec des fleurs (The Greenhouse Jungle) (série télévisée)
- 1973 : La Dernière rançon (Deliver Us from Evil)
- 1973 : Griff (série télévisée)
- 1973 : Columbo : Candidat au crime (Candidate for Crime) (série télévisée)
- 1974 : Three for the Road
- 1974 : L'Homme de fer (Ironside) (série télévisée) 2 épisodes
- 1974 : Indict and Convict
- 1974 : Une affaire de viol (en) (A Case of Rape)
- 1974 : The Greatest Gift
- 1974 : Amy Prentiss (série télévisée)
- 1975 : Le Rêve brisé (en) (The Dream Makers)
- 1975 : The Runaway Barge
- 1975 : Man on the Outside
- 1976 : The Oregon Trail
- 1976 : Mallory: Circumstantial Evidence
- 1976 : Sherlock Holmes à New York (Sherlock Holmes in New York)
- 1976 : Arthur Hailey's the Moneychangers (série télévisée)
- 1978 : Ike, l'épopée d'un héros (Ike: The War Years)
- 1978 : The Awakening Land(série télévisée)
- 1979 : Mme Columbo (Mrs. Columbo) (série télévisée)
- 1979 : Kate Loves a Mystery
- 1980 : Le Journal d'Anne Frank (The Diary of Anne Frank) (téléfilm)
- 1981 : When the Circus Came to Town
- 1981 : Masada (série télévisée)
- 1981 : Le crime était presque parfait (Dial M for Murder)
- 1982 : La Troisième Guerre mondiale (World War III)

### Comme producteur
- 1966 : T.H.E. Cat (série télévisée)
- 1975 : Le Rêve brisé (en) (The Dream Makers) (téléfilm)
- 1975 : The Runaway Barge (téléfilm)